# Epitaph der Clara Eleonora von Ilten
Das Epitaph der Clara Eleonora von Ilten in Marienwerder bei Hannover ist ein im 17. Jahrhundert geschaffener barocker Grabstein für Clara Eleonora von Ilten (1647–1711), Angehörige des Adelsgeschlechtes von Ilten sowie seit 1664 Priorin des Stiftes des Marienwerder. Das 1694 in Stein gehauene Epitaph, mutmaßlich aus der Hand des Bildhauers Hans Jakob Uhle, gilt als das schönste und größte Kulturdenkmal in einer ganzen Reihe von Grabsteinen, die sich heute an der Nord- und der Turmwand der Klosterkirche in Marienwerder finden.

## Beschreibung

### Allgemeines und Inschrift
Das Epitaph ist heute an der Südseite der Klosterkirche am Treppenaufgang zum Chorgang angebracht. Es ist aus einer 12 Zentimeter Sandstein-Platte gehauen mit einer Höhe von 3,30 Metern und einer Breite von 2,10 Metern. Unter einem Relief mit einer Darstellung der Auferstehung Jesu Christi und der Jahreszahl 1694 findet sich, eingerahmt von ornamentalen Schmuckelementen wie Blumen und Putten  mit Zitaten aus bestimmten Büchern der Bibel, wie
1. der Offenbarung des Johannes, häufig auch mit Versen der Apokalypse gleichgesetzt;
2. dem Spruch „Also hat Gott die Welt geliebet“ aus dem Johannesevangelium;
3. dem Zitat „ich liege und schlafe ganz in Frieden“ aus Psalm 4
4. oder etwa „Ich weiß, dass mein Erlöser lebt“ aus dem Buch Hiob des jüdischen Tanach und des christlichen Alten Testamentes.[2]

Die zentrale Inschrift mit dem Hinweis auf die Jungfräulichkeit der verstorbenen Nonne lautet wie folgt:

„Die weiland hochwürdige und wohlgeborene hochehr- und tugendreiche Frau Priorin des Stiftes und Closters Marienwerder Clara Eleonora von Ilten ist geboren zu Gestorff im Jahre 1647, vor eine Conventualin allhie angenommen im Jahr 1664 zu einer Priorin erwählet und confirmiert im Jahre 1677, in ihrem Erlöser und Seelenbräutigam Christo Jesu seelig entschlafen im Jahre 1711 den 26. Jan, ihres Alters 64 Jahre, 1 Mon, 7 Tage“

### Wappen, Verwandtschaftsbeziehungen und Orte
Das Epitaph veranschaulicht mit seinen zahlreichen Reliefbildern, Wappen und Inschriften insbesondere die edle Abstammung und soziale Herkunft, die vielseitigen Verwandtschaftsbeziehungen der Klara Eleonora von Ilten mit anderen Adelsgeschlechtern, die ihre Ursprünge weit über das Gebiet des heutigen Niedersachsen hinaus haben und häufig auch mit genau zu lokalisierenden Orten verbundenen sind. Rund um die Zentralinschrift finden sich – im doppelten Sinne – erhaben dokumentierte verwandte Adelsgeschlechter, gesehen von der Mitte oben im Uhrzeigersinn:
1. Mitte oben links das Wappen derer von Ilten;
2. rechts daneben die Böcke von Wülfing;
3. die von Lathause;
4. die von Spiegel;
5. die Böcke von Northolz;
6. die von Bennigsen;
7. die von Querenheim;
8. die von Rommel;
9. die von Rumschötteln
10. das Wappen derer von Ankum;
11. und derer von Schonen;
12. derer von Honefeldt;
13. der von Kannen;
14. der von Mandelslauw
15. sowie der von Rohlandt.[2]